# Hedi Schoop

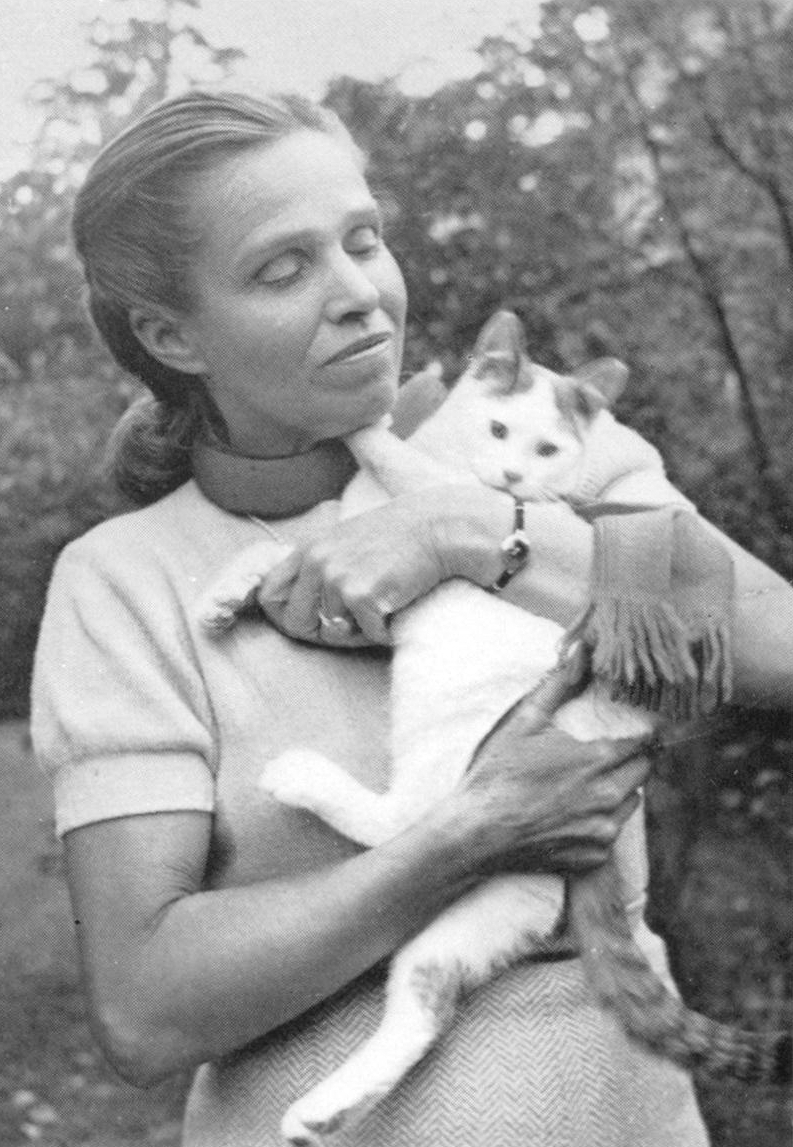
Hedi Schoop mit einer ihrer Lieblingskatzen, 1957

Hedi Schoop (* 3. April 1906 in Zürich; † 14. April 1995 in Van Nuys) war eine deutsche Tänzerin, Kabarettistin, Bildhauerin, Malerin und Fabrikantin. Mit ihrer künstlerischen Gebrauchskeramik wurde sie zu einem Pionier der „California Pottery“, die während und nach dem Zweiten Weltkrieg in Kalifornien ihre Blütezeit hatte.
Von 1929 bis 1933 trat sie als Tänzerin und Kabarettistin in den Berliner Kabaretts „Die Katakombe“ und „Tingel-Tangel-Theater“ auf. 1933 emigrierte sie mit ihrem ersten Mann Friedrich Hollaender in die USA nach Hollywood. Da sie mit dem Versuch scheiterten, ein Kabarett zu betreiben, wandte sie sich der Bildhauerei zu. Sie gründete eine Fabrik, in der sie von 1940 bis 1958 nach eigenen Entwürfen künstlerische Gebrauchskeramik produzierte, mit der sie am Markt sehr erfolgreich war.

## Leben

### Frühe Jahre
Hedi (Hedwig) Schoop war Tochter von Friedrich Maximilian Schoop (1871–1924) und Emma Olga Schoop geb. Böppli (1873–1959). Sie entstammte väterlicherseits einer Familie von Gelehrten, Professoren und Lehrern, ihr Großvater Ulrich Schoop (1830–1911) war Lehrer an der Kunstgewerbeschule in Zürich. Hedis Schoops Vater war Redakteur, unter anderem bei der Zürcher Post, und Präsident des Grand Hotel Dolder und, wie seine Tochter Trudi berichtet, ein angesehener und geschätzter Mann in Zürcher Intellektuellenkreisen. Hedi Schoops freidenkende und unkonventionelle Mutter stammte von „toggenburgischen Wunderdoktoren“ ab und war eine warmherzige Frau mit einem unersättlichen Freiheits- und Lebensdrang. Die Familie wohnte am Zürichberg, wo sich auch das Hotel Dolder befand.
Hedi Schoop war das dritte von vier Kindern. Ihre beiden älteren Geschwister waren der Maler Max Schoop (1902–1984) und die Tänzerin Trudi Schoop (1903–1999). Ihr jüngerer Bruder war der Komponist Paul Schoop (1909–1976). Die Kinder wurden in einer freien und ungezwungenen Atmosphäre großgezogen, und die Eltern förderten die künstlerische Entwicklung ihrer Kinder, die alle künstlerische Berufe ergriffen.
Hedi Schoop erhielt wie ihre Schwester Trudi in ihrer Jugend Schauspielunterricht. Außerdem studierte sie Bildhauerei, Architektur, Malerei und Modedesign an der Kunstgewerbeschule in Wien und der Reimann-Schule in Berlin. Ihre Tanzausbildung erhielt sie wahrscheinlich durch ihre drei Jahre ältere Schwester Trudi, die 1924 in Zürich ihre eigene Tanzschule eröffnete.

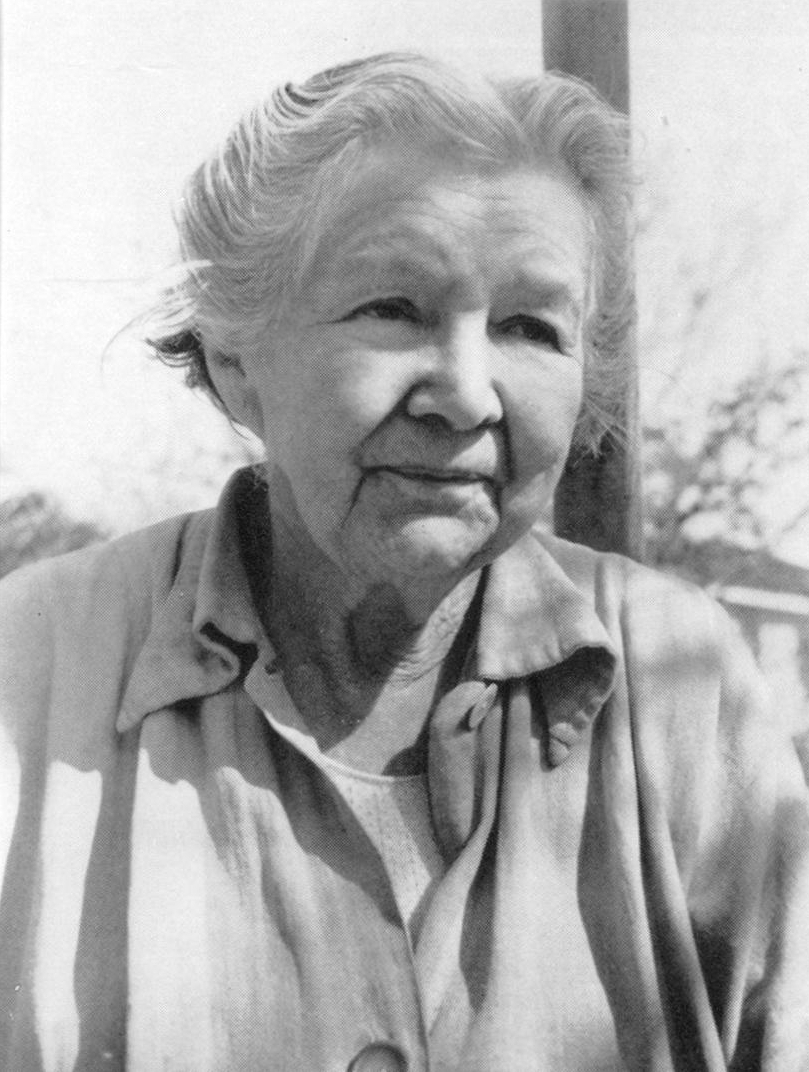
Hedi Schoops Mutter im Alter von 84 Jahren, 1957.
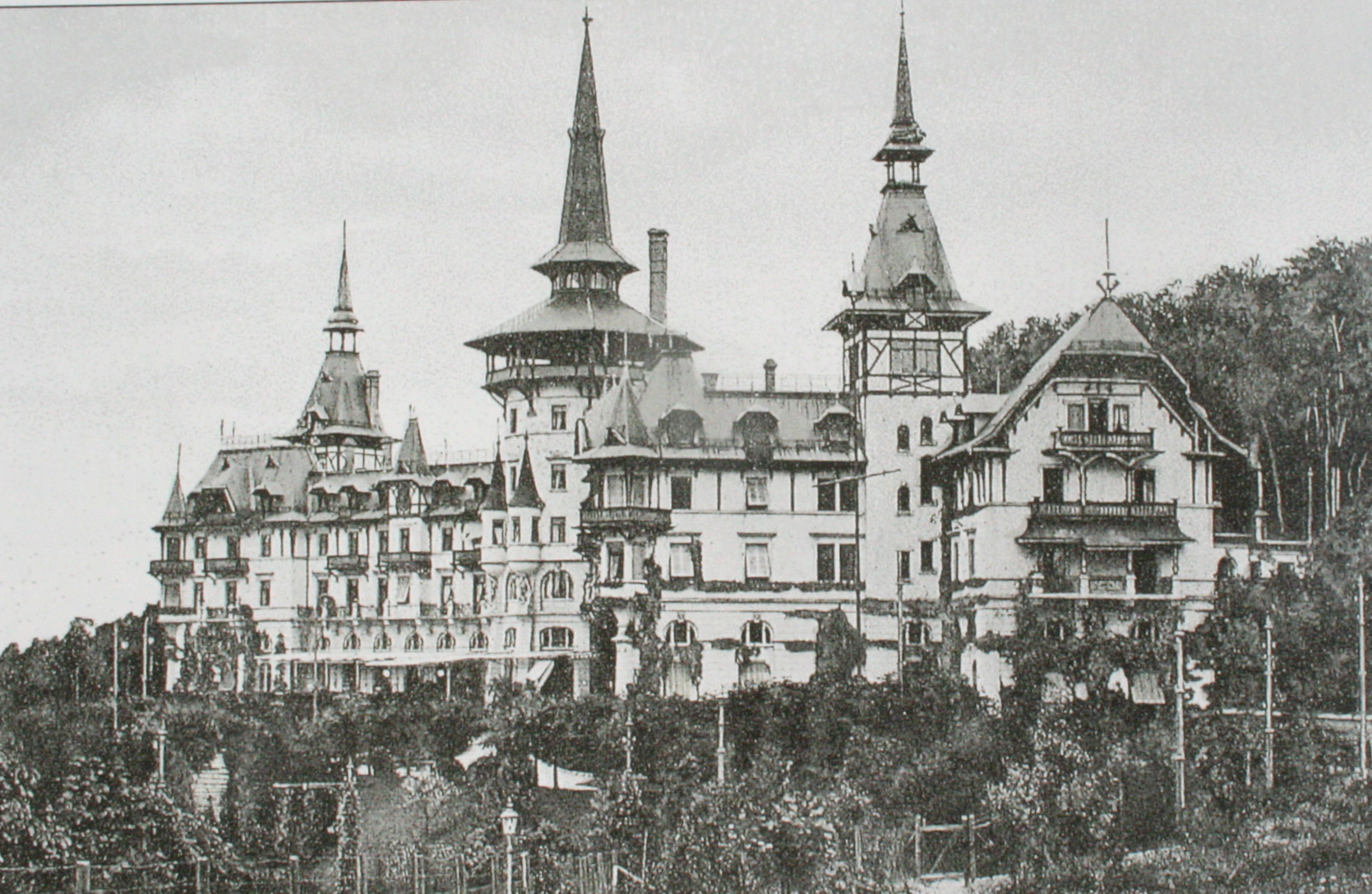
Grand Hotel Dolder, um 1905.

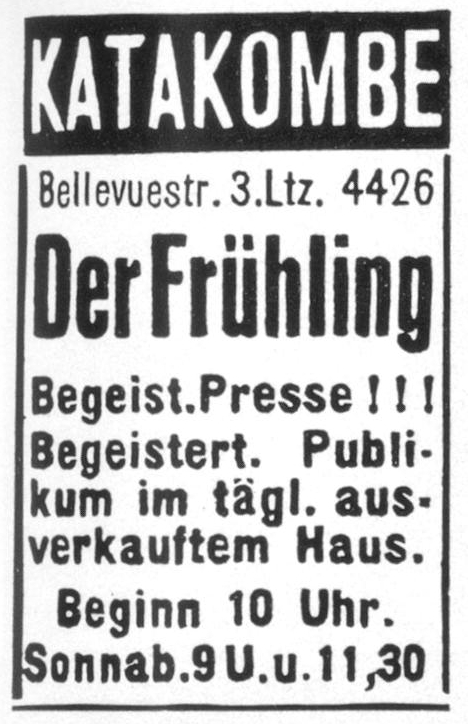
Anzeige, 1930

### Berlin

#### „Die Katakombe“
Als Werner Finck und Hans Deppe am 16. Oktober 1929 in Berlin das Kabarett „Die Katakombe“ eröffneten, gehörten zum Ensemble außer den Gründern der Schauspieler Theo Lingen, die Tänzerinnen Trudi und Hedi Schoop und der Zeichner Erich Ohser. Hedi Schoop trat mit parodistischen Pantomimen auf wie „Die Schaufensterpuppe“, „Der Verkehrsschupo“ und „Der Jongleur“, und zeitweise zusammen mit ihrer Schwester Trudi als groteskes Tanzduo, unter anderem mit der Pantomime „Schauen-Sehen-Kieken“ und einer „Parodie auf die Mensendieck-Übungen, eine in den Ankleidezimmern der Körper bewussten Damen geschätzte Gymnastik-Methode.“

#### „Tingel-Tangel-Theater“

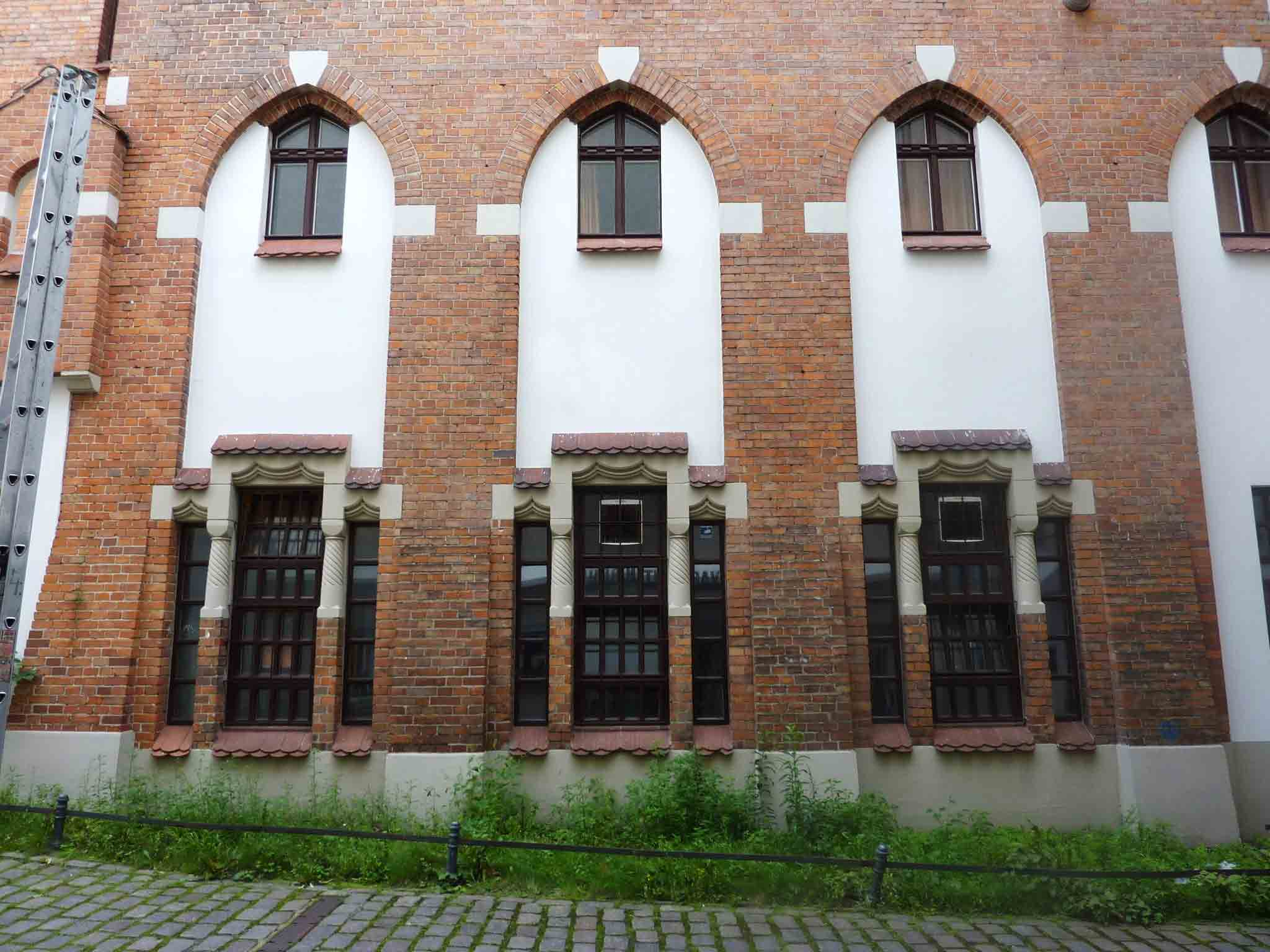
Aussenfassade des ehemaligen Tingel-Tangel-Theaters, 2011

Als Ende 1930 das Künstlerkollektiv der „Katakombe“ zerbrach, wechselte Hedi Schoop zu Friedrich Hollaender, der am 7. Januar 1931 das „Tingel-Tangel-Theater“ (TTT) eröffnete. Stars des Premierenprogramms „Tingel-Tangel“ waren Hollaenders Exfrau Blandine Ebinger, eine Schauspielerin und Chansonsängerin, die Schauspieler Hermann Schaufuß, Hubert von Meyerinck, Hans Deppe und Ellen Schwanneke, die Tänzerinnen Grit und Ina van Elben und Hollaenders Neuentdeckung Hedi Schoop. Als Überraschungsgast kam Marlene Dietrich hinzu, die nicht zuletzt durch Hollaenders Lieder weltberühmt geworden war, und nun eines seiner Lieder sang: Ich bin von Kopf bis Fuß auf Liebe eingestellt, vom Meister selbst am Klavier begleitet. Im März 1931 folgte „Das zweite Programm“, in dem Hedi Schoop als Dornröschen beim Anhören eines langweiligen Radioprogramms in einen hundertjährigen Schlaf „verfiel“. Es folgten die beiden Revuen „Spuk in der Villa Stern“ (September 1931), ein Kostümfest, bei dem die Gäste in den Masken bekannter Persönlichkeiten erschienen, und „Allez-Hopp!“ (Dezember 1931), eine Artistenschau unter dem Motto: „Das Leben, ein Varieté“. Diese Revue wurde von dem „Kritikerpapst“ Alfred Polgar in der Weltbühne besprochen. Über Hedi Schoop äußerte er:

„Hedi Schoop tritt auf als spanische Tänzerin, die weder Tänzerin ist noch Spanierin und diesen Tatbestand gesangstextlich ohne Rückhalt einbekennt. Derlei Verspottung des Variétés ist schon oft vorgeulkt worden, aber selten noch in so wirkungsvoller Dreieinigkeit von Temperament, Drolligkeit und Grazie, mit so lebhaftem körperlichem Witz und so saftig im Parodistischen. Es ist das Nette an Holländers Truppe, daß da keiner seine Bagatellaufgabe bagatellisiert, jeder den Spaß, den er zu machen hat, ernst nimmt. Humor auf der Bühne ist auch eine Arbeit und nicht die leichteste. Nur wenn er so geübt und präzisiert ist wie im Tingel-Tangel, kommt dieser Eindruck der Leichtigkeit und Mühelosigkeit zustande, der alles wie eine übermütige Augenblicksimprovisation erscheinen läßt. Also, zumindest 101 Prozent ihres Willens zur Wirkung und des Tempos, das sie in sich hat, wendet die zarte Hedi Schoop an Grandanutta, die spanische Tänzerin.“

1932 heirateten Friedrich Hollaender und Hedi Schoop. Das Ereignis erwähnt Hollaender in seinen Memoiren in dem Nebensatz „Hedi Schoop, die inzwischen meine Frau war“. Die beiden letzten Revuen des TTT, „Höchste Eisenbahn!“ (15. September 1932) und „Es war einmal“ (Ende 1932), muten im Titel bereits an wie ein „Abgesang auf die Weimarer Republik“. In der Revue „Höchste Eisenbahn!“ war Hedi Schoop außer in den Ensembleauftritten in den Nummern „Bahnhof“, „Strohwitwen“ und „Die Fremden kommen!!!“ zu sehen und spielte in einer komischen Nummer „Die Unschuld vom Lande“. Anfang Januar 1933 sah sich Hollaender angesichts der drohenden Machtergreifung durch die Nationalsozialisten gezwungen, die Leitung des TTTs aufzugeben. Das Theater wurde von anderen weitergeführt, bis es 1935 von den Machthabern geschlossen wurde.

### Emigration
Am 27. Februar 1933, in der Nacht des Reichstagsbrands flüchteten Hedi Schoop und Friedrich Hollaender aus Deutschland, um den NS-Verfolgungen wegen Hollaenders „nicht-arischer“ Abstammung zu entgehen. Sie begaben sich nach Paris, wo sie im Hotel „Ansonia“ in der Avenue de la Grande Armée wohnten, laut Hollaender „Nest der Vertriebenen, Zufluchtsstätte der Enteigneten, Sammelstelle, Übergangslager, Brutkasten für alle Arten von Frühgeburten, von Zukunftsplänen bis Selbstmordideen“ (dort begegneten sie auch Billy Wilder und Peter Lorre). Nach einer zermürbenden Wartezeit trafen endlich die Einreisepapiere für die USA ein. Durch Vermittlung des UFA-Produzenten Erich Pommer, den Hollaender von der Zusammenarbeit an dem Film „Der blaue Engel“ her kannte, erhielt das Paar seine Visa für die USA, und Hollaender einen Dreimonatsvertrag bei 20th Century Fox. Mitte Mai 1933 traten sie mit dem Passagierdampfer Aquitania die Überfahrt nach den USA an.

### Hollywood
Das Ehepaar wohnte in Hollywood, 3168 Lindo Street, und später im Woodrow Wilson Drive in den Hollywood Hills. Da sie nur auf Besuchervisa emigriert waren, mussten sie sich aus technischen Gründen zwischendurch ein paar Wochen in Mexiko aufhalten und von dort aus die gesetzmäßige Einwanderung in die USA vornehmen. Bei diesem umständlichen Verfahren unterstützten sie der deutsche Regisseur Wilhelm Dieterle und seine Frau, welche die US-amerikanische Staatsbürgerschaft besaßen. Hollaender, der sich nun Frederick Hollander nannte, hatte zwar fürs Erste einen Dreimonatsvertrag, da dieser aber nicht verlängert wurde, musste er sich nach anderen Möglichkeiten zur Subsistenzsicherung umsehen.

#### „Frederick Hollaender’s Tingel-Tangel-Theatre“
In dieser Lage versuchte das Paar, in Hollywood am Santa Monica Boulevard das Berliner „Tingel-Tangel-Theater“ als englischsprachiges Exil-Kabarett unter dem Namen „Frederick Hollaender’s Tingel-Tangel-Theatre“ (TTT) neu zu beleben. Am 3. Mai 1934 eröffneten sie ihr Theater mit dem Programm „Allez-Oop“ (nach dem Vorbild von „Allez-Hopp!“). Alles, was in Hollywood Rang und Namen hatte, strömte zur Premiere. Im November brachten sie nach dem Muster von „Höchste Eisenbahn!“ ihr zweites Programm „All Aboard“ heraus. Der anfängliche Achtungserfolg erwies sich jedoch als Strohfeuer, dem neuen TTT war kein dauerhafter Erfolg beschieden. Als Hollaender von RKO das Angebot erhielt, die Regie bei einem Western zu führen und die Filmmusik zu schreiben, gab er das TTT auf.

#### „Hedi Schoop Art Creations“
Zwischen 1935 und 1939 mieteten Hedi Schoop und Friedrich Hollaender „ein geräumiges Häuschen auf einem Hollywoodhügel“. Nachdem ihr gemeinsames Kabarettprojekt gescheitert war, wandte sich die vielseitig begabte junge Frau auf der Suche nach einem neuen Betätigungsfeld der Bildhauerei zu, die sie (nebst anderen Fächern) in ihrer Jugend studiert hatte. Zunächst nur zu ihrem eigenen Vergnügen modellierte sie Puppen aus Gips und Wachs, die sie bemalte und mit modischen Kleidern drapierte. Während der erfolgreichen Ausstellung ihrer Kreationen in dem renommierten Einrichtungshaus „Barker Bros.“ in Los Angeles erhielt sie die Anregung, die Puppen aus einem haltbareren Material herzustellen, und sie entschied sich für die Keramik als ihr zukünftiges Medium.
Nach Hollaender fanden sich in dem „Häuschen“, in dem sie wohnten,

„zwei Arbeitseckchen für Hedi, die sich plötzlich mit allem ihr innewohnenden Drang, sich künstlerisch auszudrücken, auf die Keramik warf. Und zwar mit solcher Vehemenz, daß ein Wunder blieb, daß den Figuren unter dem Anprall nicht Arme und Henkel abbrachen. In ihrem Töpferstübchen entstanden die entzückenden skurrilen Gebilde, welche – wenn sie später erst einmal ihre eigene Fabrik haben wird – den Markt überfluten werden. Vorläufig muß sie ihre heiteren Bäuerinnen und Schäfchen – ich nannte sie »Schiefchen«, weil sie nie ganz grade gerieten – in irgendeinem Ofen brennen gehen. Und Ernö Verebes, einst gefeierter Tanzstar, zeitweilig unbeschäftigt, geht zusammen mit Siegfried Arno, dito außer Betrieb, sie von Haustür zu Haustür verramschen.“

Nachdem sich der Erfolg eingestellt hatte, eröffnete Hedi Schoop 1940 in Nord-Hollywood, Satsuma Avenue, eine größere Produktionsstätte, die „Hedi Schoop Art Creations“. Hedi Schoop traf mit ihrer künstlerischen Gebrauchskeramik den Geschmack der Zeit. Zu ihrem Repertoire gehörten Figuren, die sie als Blumenhalter, Blumentöpfe oder Kerzenleuchter gestaltete, aber auch Vasen, Schüsseln, Schalen, Lampen, Aschenbecher und Seifenhalter. Hinzu kam, dass während und nach dem Zweiten Weltkrieg eine große Nachfrage nach heimischer Keramik entstand, weil die USA von Importen aus dem Ausland abgeschnitten waren. Die Keramikobjekte der „grande dame of California ceramics design“, die sich auch gut als Geschenkartikel eigneten, waren sehr populär. Neben Hedi Schoop gab es auch eine Reihe anderer Produzenten, die sich in diesem Feld erfolgreich behaupteten konnten, darunter alsbald auch ehemalige Mitarbeiterinnen, die die Gunst der Stunde zu nutzen wussten.
Auf Grund der rasanten Geschäftsentwicklung musste Hedi Schoop schon bald Mitarbeiter einstellen, um die Nachfrage befriedigen zu können. Das Design behielt sie weitgehend in eigenen Händen. In den späten 1940er Jahren beschäftigte sie in ihrer Firma über 50 Mitarbeiter und lieferte jährlich 30.000 Artikel aus. Schoop bot auch arbeitssuchenden Emigranten in ihrer Werkstatt ein Refugium. Der Journalist Ferdinand Kahn arbeitete als „Gussmeister“ bei ihr und Ernö Verebes als „Formenmacher“. Andere waren mit der Bemalung der Keramikfiguren beschäftigt, darunter der Artist Sylvester Schäffer, die Tänzerin Gitta Wallerstein geb. Perl, die Schauspielerin Illa Rhoden und die Kabarettistin Trude Berliner, die mit Hedi Schoops Bruder Max verheiratet war.
In den 1950er Jahren geriet die inländische Keramikindustrie in immer größere Bedrängnis durch japanische Billigimporte. Als Hedi Schoops Firma 1958 infolge der Explosion eines Tunnelofens abbrannte, gab sie ihren Betrieb auf. Sie arbeitete noch eine Zeit lang als Designerin für „The California Cleminsons“, einen ehemaligen Konkurrenten, bevor sie sich ganz von der Keramik abwandte und sich auf die Malerei verlegte.

### Familie
Am 10. November 1932 heiratete Hedi Schoop in Berlin Friedrich Hollaender, der in erster Ehe von 1919 bis 1926 mit der Schauspielerin und Chansonsängerin Blandine Ebinger verheiratet gewesen war. 1938, nach sechs Jahren Ehe, hatte sich das Paar auseinandergelebt. Jeder der beiden Künstler verfolgte seine eigenen Interessen, und der monomanische Hollaender, der Hedi in seinen Memoiren meist nur beiläufig erwähnt, war für eine dauerhafte Beziehung ohnehin nicht geschaffen. Man ließ sich scheiden und Hollaender zog das Fazit: „Was blieb und bleibt, ist eine schöne Freundschaft und ein großes Verstehen.“
Hedi Schoops Mutter folgte ihrer Tochter 1939 oder 1940 nach in die Emigration, desgleichen ihre beiden Brüder Max Schoop und Paul Schoop. Zum Zeitpunkt der Volkszählung 1940 wohnten die Mutter und ihre beiden noch unverheirateten Söhne Max und Paul gemeinsam in einer Mietwohnung in Los Angeles, 8764 Lookout Mountain Drive, in den Hollywood Hills.
1943 heiratete Hedi Schoop in zweiter Ehe den Filmschauspieler Ernö Verebes (oder Ernst Verebes). Aus der Ehe ging ein Sohn hervor, Tony (Anthony) Verebes (* 1946), ein bekannter Fotograf in Topanga bei Los Angeles. Hedi Schoops Schwester Trudi kam 1951, nach dem plötzlichen Tod ihres Mannes Hans Wickihalder (1896–1951), nach Los Angeles. Sie ließ sich in dem Stadtteil Van Nuys nieder und betätigte sich als Tanztherapeutin.

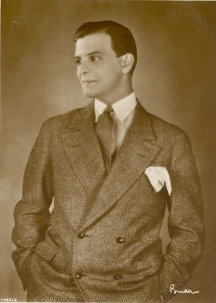
Ernö Verebes, 1926. Fotografie: Alexander Binder.
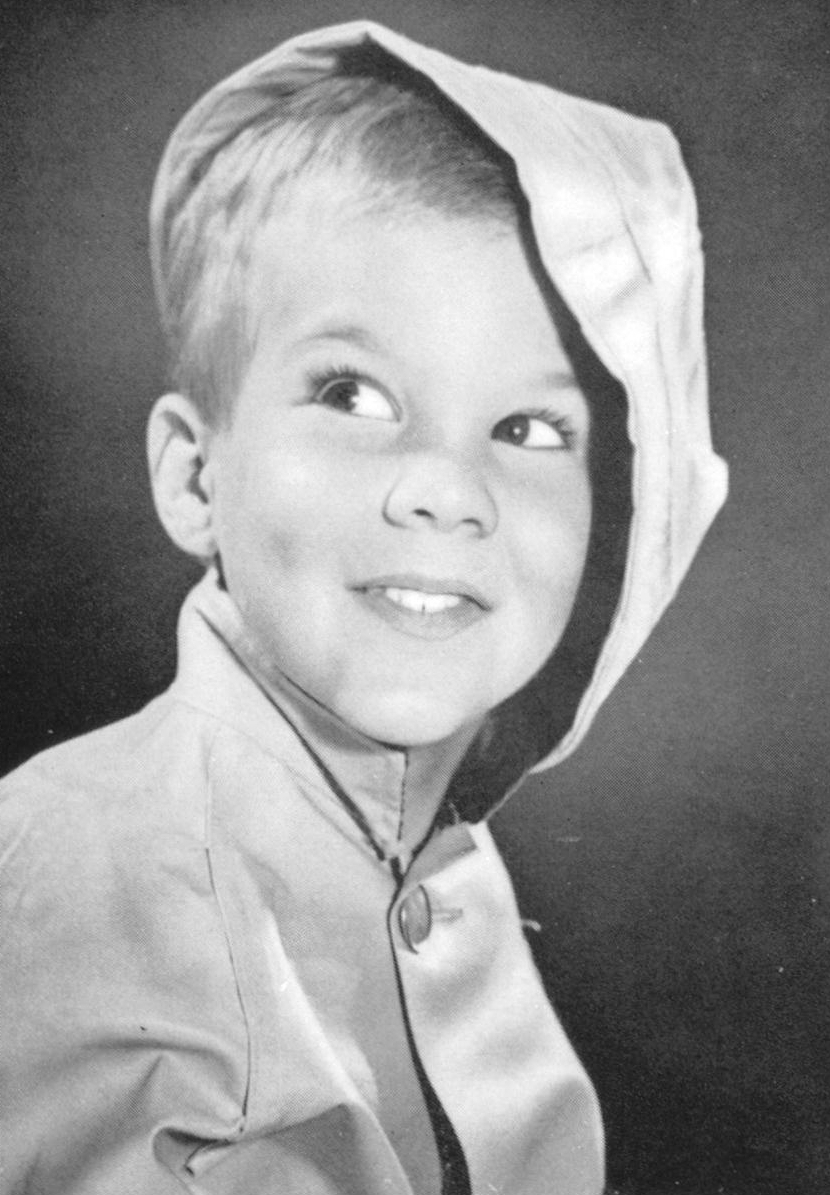
Sohn Anthony mit 12 Jahren, 1957.
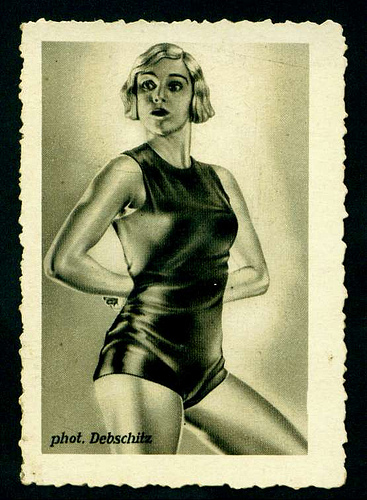
Trudi Schoop, Zigarettenbild, Fotografie: Wanda von Debschitz-Kunowski, 1933.

### Lebensabend
Hedi Schoop und ihr zweiter Mann Ernö Verebes wohnten in 5757 Ranchito Avenue in Van Nuys, einem Stadtteil von Los Angeles, wo auch Schoops Schwester Trudi Schoop wohnte. Ernö Verebes gelang es in Hollywood nicht, an seine früheren Erfolge anzuknüpfen. Er war als Formenmacher in der Fabrik seiner Frau tätig und spielte gelegentlich kleine Filmrollen. Um 1954 erlitt er einen Schlaganfall, der zu einer halbseitigen Lähmung führte. Er starb 1971 im Alter von 68 Jahren im Motion Picture Hospital in Woodland Hills. Friedrich Hollaender, Hedi Schoops erster Mann, starb 1976 in München im Alter von 79 Jahren.
In Los Angeles hatte Hedi Schoop ihre nächsten Verwandten um sich, die ihr „freiwillig“ in die Emigration gefolgt waren. Ihre Mutter starb 1959, ihr Bruder Paul 1976 und Max 1984. Im Jahr 1974 steuerte Hedi Schoop zu dem Buch ihrer Schwester Trudi Won’t you join the dance? die Illustrationen bei. Die drei Jahre ältere Trudi Schoop überlebte ihre Schwester um fünf Jahre und starb 1999. Hedi Schoop starb im Alter von 89 Jahren am 14. April 1995 in Van Nuys. Sie wurde wunschgemäß eingeäschert, ein Grab existiert nicht. Ihr Werk hat sie bis heute überdauert, ihre Figurinen und gebrauchskeramischen Objekte sind begehrte Sammlerstücke.

## Werk

### Keramik
Hedi Schoops künstlerische Kleinkeramik war nicht für den Kunstmarkt bestimmt, sondern sollte als Gebrauchskeramik auch einen praktischen Zweck erfüllen und so das Schöne mit dem Nützlichen verbinden. Damit traf Hedi Schoop den Nerv der pragmatisch denkenden Amerikaner und konnte schnell einen breiteren Markt erobern.
Am beliebtesten waren ihre Figurinen, die als Einzelstücke produziert, aber meist paarweise gekauft wurden und als Blumenhalter, Blumentöpfe oder Kerzenleuchter verwendet werden konnten. Die scheinbar mitten in der Bewegung erstarrten Figuren neigen ihre Köpfchen neckisch zur Seite und tragen meist bauschige, bodenlange Kleidung. Sie stellen rustikale Tiroler, holländische und chinesische Bauernpärchen dar, oft mit Körben oder Rückentragen, aber auch eher zierliche Tänzerpaare und Musikanten oder elegante Damen in historischen Kostümen. Die Einzelfiguren sind oft grob konturiert, die Gesichter mit wenigen Strichen skizziert und die Kleidungsstücke einfarbig, so dass durch andere Farbgebung neue Varianten der gleichen Figuren entstanden. Dagegen stehen aber auch detailreich gestaltete Frauenfiguren mit aufwendiger Bemalung.
Außer ihren Figurinen schuf Hedi Schoop auch Tisch- und Wandvasen, Schüsseln, Schalen, Lampen, Aschenbecher und Seifenhalter. Bemerkenswert sind die beiden originellen Fernsehlampen „Wolkenkratzer“ (mit einem Bündel kippender Wolkenkratzer) und „Komödie-Tragödie“ (mit zwei Theatermasken). Wenn sich ein Figurenpaar gut verkaufen ließ, kreierte die geschäftstüchtige Künstlerin gern eine ganze Produktlinie mit dem gleichen Dekor und trug so dem Sammeltrieb der Kunden Rechnung.

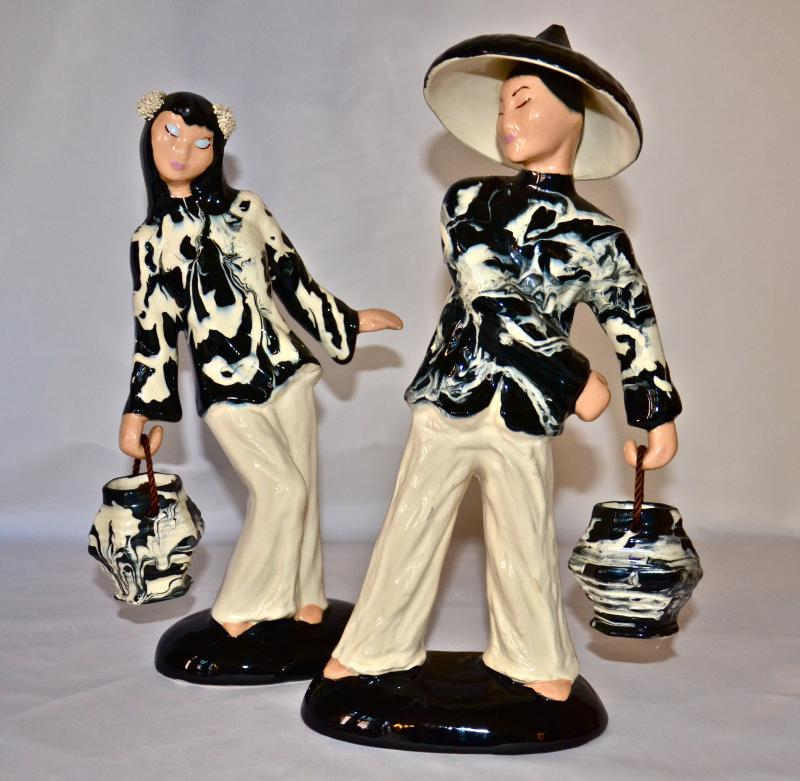
Chinesisches Bauernpaar.
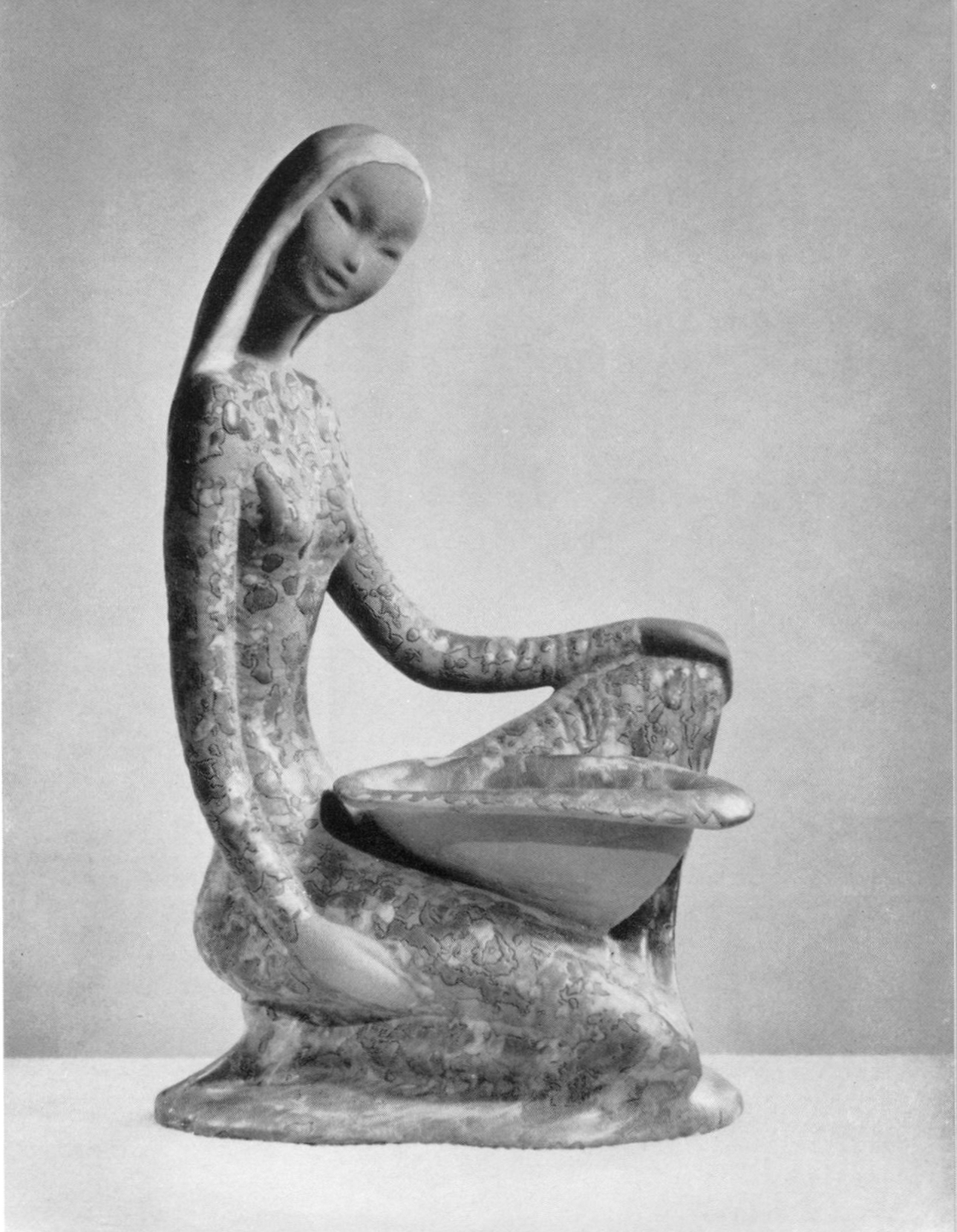
„Ruhe“, Keramik, Kleinplastik.
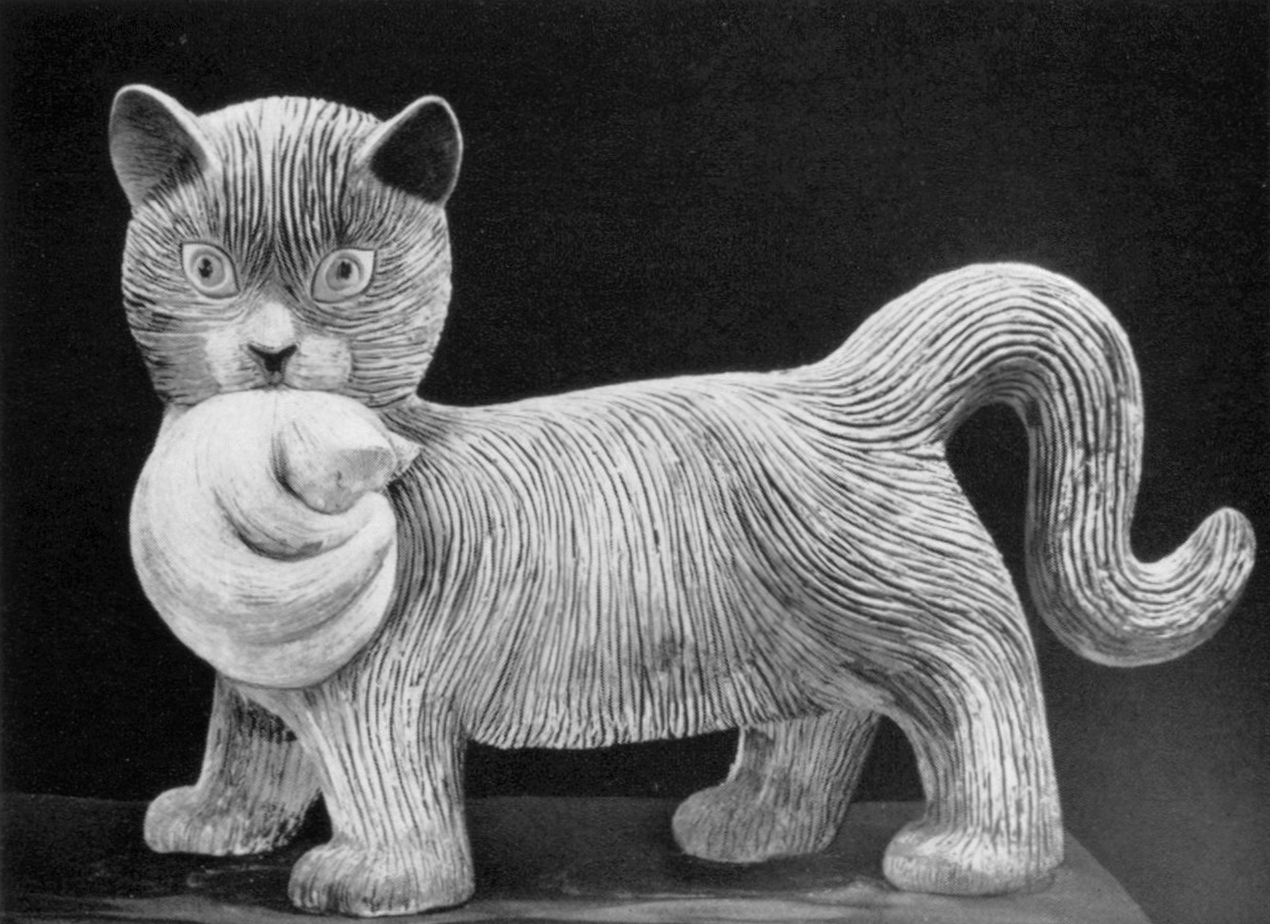
„Katzenmutter“, Kleinkeramik.

### Malerei
Über Hedi Schoops malerisches Werk ist nichts öffentlich bekannt. Für das Buch ihrer Schwester Trudi Schoop, Won’t you join the dance?, in dem diese ihre tanztherapeutischen Erfahrungen mit psychisch Kranken niederschrieb, steuerte sie heitere und schwungvoll belebte Abbildungen bei:
- Trudi Schoop; Peggy Mitchell; Hedi Schoop (Illustration): Won’t you join the dance? A dancer’s essay into the treatment of psychosis. Palo Alto, Calif. 1974, Ausschnitt:.
- Trudi Schoop; Peggy Mitchell; Hedi Schoop (Illustration); Marigna Gerig (Übersetzung): Komm und tanz mit mir!: komm, so komm doch, komm, so komm doch, komm und tanz mit mir!; ein Versuch, dem psychotischen Menschen durch die Elemente des Tanzes zu helfen. Zürich 2006, Ausschnitt (PDF) – Deutsche Übersetzung von Schoop 1974.

## Anekdotisches

### Auf der Flucht
Im Februar 1933 wurde die Wohnung von Friedrich Hollaender und Hedi Schoop von der Gestapo durchsucht. Sie waren rechtzeitig gewarnt worden und fuhren mit dem Taxi zum Bahnhof. Hollaender erinnerte sich:

„Ich blicke Hedi an. Wie tapfer sie ist! Sie hätte das alles gar nicht nötig. Nicht die Angst, und nicht die Verstellung. Sie ist so blond. Aber sie hat sich mit einem eingelassen, der sehr schwarz ist. Nun hängt sie mit, im Spinngewebe. Aber sie würde sich um nichts in der Welt allein freizappeln. Manche haben das getan.“

„Holla – eine Absperrung. … Es sind Menschenbeine, die sich langsam auf uns zu bewegen. Menschenbeine in braunen Hosen. Eine Kette von Nazis, quer über den Damm gespannt, einander bei den Händen haltend, wie ein Polizei-Kordon. … Offenbar wollen sie das Auto aufhalten, noch ein paar Meter. – Da preßt Hedi mich vom Sitz und auf den Boden des Wagens nieder. Wirft ihren Mantel über mich. Ich fühle unter meinen Knien, wie der Chauffeur die Bremse tritt. Mit einem Auge gelingt es mir, Hedi zu beobachten. Sie kurbelt das Fenster halb herunter, schüttelt ihre kleine Löwenmähne, blitzt mit all ihren zweiunddreißig schneeweißen Zähnen und ruft: Heil, Jungs! Heil, machen die, brechen die Kette und geben den Wagen frei.“

Unterwegs im Zug nach Paris hatte das Paar Angst, Hollaender könnte als „Nicht-Arier“ verhaftet werden. Hedi Schoop sollte die Namen der Freunde aufschreiben, die ihn aus den Klauen der Nationalsozialisten retten könnten. „Hedi blickte einen Moment auf: »Sollten wir nicht vielleicht daran denken, daß alle die, welche wir hier so fleißig notieren - - - überspringen könnten?« – »Du siehst zu schwarz. Wir haben Freunde.« – »Gestern«, sagt Hedi, »gestern hatten wir Freunde.« – Sie sieht so müde aus. So abgefallen.“

### Arbeitslos in Hollywood
1935 war Hollaender elf Monate arbeitslos. In seinen Memoiren schreibt er: „Die Ersparnisse gingen erschreckend rasch drauf, elf Monate sind kein Pappenstiel, und oft brachte Hedi vom Supermarkt ein Brot und eine Wurst unter dem Mantel mit, wenn Sie verstehen, was ich meine.“

### Hedi Schoops Selbstständigkeit
Als Hedi Schoop das Töpfern begann, wandelten sich für Hollaender auch die häuslichen Verhältnisse: „Viel Zeit bleibt in ihrer neuen Beschäftigung nicht für Hedi, sich um meine Musiktöpferei zu kümmern. Doppelt verständlich. Die Lust, mit eigenen Händen etwas zu schaffen und zu kneten, erfüllte sie sehr. Andererseits waren die »Tonschöpfungen« des Gatten durchs ganze Haus vernehmlich, und ab und zu hörte man auch von der fernen Kneterin den Zuruf »Sehr hübsch«, als Aufmunterung. – Nie aber verfehlte sie, die riesigen Sandwichplatten für meine Bridgeabende mit der gleichen künstlerischen Hand geschmackvoll zu modellieren.“

### Hedi Schoops Mutter
1957 besuchten Hedi Schoop und ihre Mutter noch einmal ihre Heimatstadt Zürich. Bei dieser Gelegenheit lernten sie den Zürcher Schriftsteller Carl Seelig kennen. Er berichtet in seinem Aufsatz Originelle Gestalten der Familie Schoop:

„«Mutti» Schoop, geborene Emma Böppli, wird einmal nichts hinterlassen als die Erinnerung an eine prachtvoll vitale, anpassungsfähige und liebevolle Mutter von vielen Künstlerkindern. In ihrer Art ist sie jedoch auch ein Original, erfüllt von unbändigem Freiheits- und Lebensdrang, der heute, im Alter von 84 Jahren, kaum weniger feurig wirkt als in ihrer Jugend.“

### Bei Hedi Schoop zuhause
Über ihren heimischen Haushalt in Los Angeles erzählte Hedi Schoop:

„Wir haben sechs Katzen und einen Hund, ein gemütliches großes Haus mit dem wildesten und amüsantesten Garten, den du dir vorstellen kannst. Und wir haben eine schwarze Köchin, die violettschwarz ist und beständig schwarzen Kaffee trinkt, unter dem Orangenbaum sitzt und so laut lacht, daß alles Leben vor Schreck erstarrt.“

### Leben und Werk
- Eric Bradley: Hedi Schoop. In: Antique Trader Antiques & Collectibles Price Guide 2013. Cincinnati 2012, S. 230–234 (4 Seiten mit Abbildungen); books.google.de
- Sharon Chaiklin: Schoop, Trudi. In: John A. Garraty (Herausgeber): American national biography, Supplement 2. New York 2005, S. 505–507.
- Donald-Brian Johnson: Hedi vs. Kay: The Case Of The „Copied“ Ceramics. Design Trends In The Mid-20th Century. In: Antiques & Auction News, 25. April 2012; antiquesandauctionnews.net
- Volker Kühn: Schoop, Hedi. In: Neue Deutsche Biographie (NDB). Band 23, Duncker & Humblot, Berlin 2007, ISBN 978-3-428-11204-3, S. 469 f. (Digitalisat).
- Ernest Sharpe Jr: Hedi Schoop. 2012.[46]
- Schoop, Hedwig. In: Rudolf Vierhaus (Hrsg.): Deutsche Biographische Enzyklopädie. 2., überarbeitete und erweiterte Auflage. Band 9: Schlumberger–Thiersch. De Gruyter, Berlin 2008, ISBN 978-3-11-096502-5, S. 179 (books.google.de – eingeschränkte Ansicht).

### Allgemeines
- Swantje Greve: Werner Finck und die „Katakombe“: ein Kabarettist im Visier der Gestapo. Berlin 2015.
- Friedrich Hollaender: Von Kopf bis Fuß. Mein Leben mit Text und Musik. München 1965.
- Hans Kafka: Hollywood Calling – Hans Kafka Speaking. In: Aufbau, 7. Jahrgang, Nummer 38, 19. September 1941, S. 25; archive.org
- Hans Kafka: Hollywood Calling …. In: Aufbau, 9. Jahrgang, Nummer 51, 17. Dezember 1943, S. 10; archive.org
- Swantje Kuhfuss-Wickenheiser: Die Reimann-Schule in Berlin und London 1902–1943: ein jüdisches Unternehmen zur Kunst- und Designausbildung internationaler Prägung bis zur Vernichtung durch das Hitlerregime. Aachen 2009, S. 566–567.
- Volker Kühn: Spötterdämmerung: vom langen Sterben des grossen kleinen Friedrich Hollaender. Berlin 1996.
- Volker Kühn: Schoop, Trudi. In: Neue Deutsche Biographie (NDB). Band 23, Duncker & Humblot, Berlin 2007, ISBN 978-3-428-11204-3, S. 468 f. (Digitalisat).
- Bruno Oetterli: Die zwei Leben der Trudi Schoop. In: Musik-, Tanz- und Kunsttherapie, Band 20, 2009, S. 162–164.
- Alfred Polgar: Allez hopp! In: Die Weltbühne, 28. Jahrgang, 1. Halbjahr 1932, Nummer 2, 12. Januar, S. 76–77; archive.org
- Carl Seelig: Originelle Gestalten der Familie Schoop. In: Thurgauer Jahrbuch, 33. Jahrgang, 1958, S. 95–110. (e-periodica)
- Kay Weniger: „Es wird im Leben dir mehr genommen als gegeben …“. Lexikon der aus Deutschland und Österreich emigrierten Filmschaffenden 1933 bis 1945. Eine Gesamtübersicht. ACABUS Verlag, Hamburg 2011, ISBN 978-3-86282-049-8.
- Thimo Butzmann: Wilde Bühne & Nachfahren: Kabarett von 1921 bis 1935 in der Kantstraße 12. Berlin 2022, ISBN 978-3-7543-3857-5.